# Tanner (Band)
Tanner war eine deutsche Band aus Hannover.

## Geschichte
Christoph van Hal lernte Jean-Michel Tourette an der Musikhochschule Hannover kennen, wo beide studierten. 2002 spielte Tourette zusammen mit van Hal in einem Bandprojekt, das dieser für seine Abschlussprüfung zusammengestellt hatte. Im September 2005 engagierte Tourette, dessen Band Wir sind Helden mittlerweile große Erfolge feierte, van Hal und zwei weitere ehemalige Studienkollegen als Bläsergruppe für ein Konzert der Band in der Berliner Wuhlheide. Diese Gruppe begleitete die Band für die folgenden drei Jahre.
2007, in einer Tourpause von Wir sind Helden, trafen sich van Hal und Tourette zum gemeinsamen Songwriting. Dabei stand zunächst die Idee im Raum, Musik mit deutschsprachigen Texten für eine Big Band zu komponieren. Daraus entwickelte sich schließlich Popmusik mit vergleichsweise starkem Bläseranteil. Zu dieser Zeit war auch Ritchie Staringer Mitglied der Band, für die ersten Aufnahmen kamen Bassist Ralf Drefke und Schlagzeuger Emre Akca hinzu.
In der neu entstehenden Band wollte Tourette, der durch seine Arbeit mit Wir sind Helden stark eingebunden war, nicht als Musiker mitwirken. Stattdessen übernahm er die Rolle des Produzenten und Songwriters, zudem begleitete er die Band bei ihren ersten Auftritten. Auch Staringer, der als Filmkomponist arbeitete, stieg aus dem Projekt aus. Sie wurden durch Justin Balk (Gitarre, Banjo) und Martin Hornung (Keyboard) ersetzt. Die Band benannte sich nach dem Tatort-Kommissar Christian Thanner, dem von Eberhard Feik dargestellten Partner von Horst Schimanski.
Im Sommer 2009 spielten Tanner ihre erste EP Sie nennen es TromPop ein. Zu dem Titel „Die Geister, die ich rief“ entstand auch ein Musikvideo. Im Herbst 2009 war Christoph van Hal zusammen mit Jean-Michel Tourette Gast in der Musiksendung TV Noir, wo sie einige der Titel vorstellten.
2010 spielten Tanner unter anderem auf dem BootBooHook-Festival. Im September 2010 wurde bekannt, dass Tanner Wir sind Helden bei der Tour zu Bring mich nach Hause als Vorgruppe begleiten werden.
Anfang 2011 entschieden sich Justin Balk und Martin Hornung dazu, ihre eigenen musikalischen Wege zu gehen. Neu dazu kamen der Gitarrist Steffen Häfelinger und der Keyboarder Nicolas Börger. In dieser neuen Besetzung spielte Tanner im März 2011 erneut als Vorgruppe von Wir sind Helden. Im April desselben Jahres unternahm die Band die „Mit Augen zu“-Tour.
Tanner wurden 2011 von der Initiative Musik gefördert; ein Album sollte im selben Jahr erscheinen.

## Diskografie
- 2009: Sie nennen es TromPop